# Advektionståge
Advektionståge (også havtåge) skabes, når varm og kold luft mødes, og den varme luft afkøles til under dugpunkttemperaturen. Dvs. at luften bliver overmættet, da den før så varme luft nu er afkølet og har et lavere mætningspunkt. Hvis sigtbarheden kommer under 1.000 m, er det tåge.
Advektionstågen dannes om foråret og tidlig sommer over havet og store søer, når varm luft fra landet blæser ud over det kolde hav. Det dannes også om efteråret og vinteren, når varm luft fra havet strømmer ind over det kolde land.

## Fodnoter
1. ↑  Duus, Karsten; Ranfelt, Jesper; Sanden, Elsebeth; Witzke, Agnes. Alverdens Geografi (1. udgave), Geografiforlaget 2008, side 39-40. ISBN 87-7702-424-9.

| Artikelstump | Spire Denne meteorologi eller vejr-relaterede artikel er en spire som bør udbygges. Du er velkommen til at hjælpe Wikipedia ved at udvide den. |